# Nâzım Hikmet
Nâzım Hikmet Ran, més conegut com a Nâzım Hikmet, (Tessalònica, 15 de gener de 1902 – Moscou, 3 de juny de 1963) fou un poeta, novel·lista, assagista i dramaturg turc, considerat a Occident com el poeta més important en llengua turca del segle xx.
Va ser aclamat per "la fluïdesa lírica dels seus versos", fou descrit com a "comunista romàntic" i com a "revolucionari romàntic". Fou arrestat en múltiples ocasions per les seves ideologies polítiques comunistes i per això passà la major part de la seva vida adulta a la presó i a l'exili. Les seves obres han estat traduïdes a més de 50 idiomes. Hikmet va tenir la ciutadania polonesa i turca, aquesta última l'hi fou revocada l'any 1959 i restituïda l'any 2009. Va morir el 1963 essent ciutadà polonès.

## Biografia[2]
Hikmet va néixer a Selanik, que en aquella època formava part de l'Imperi Otomà. Tot i que en realitat havia nascut dos mesos abans, el seu naixement es va registrar el 15 de gener de 1902 i aquesta és considerada la data de naixement oficial. El seu pare, Nâzım Hikmet Bey, era un alt funcionari imperial, i la seva mare, Ayşe Dshalila, una destacada pintora. Va estudiar a l'institut francès de Galatasarai a Istanbul i més endavant a l'escola naval de Turquia, tot i que mai va arribar a embarcar a causa del seu estat de salut.
Durant la guerra d'independència turca, es va unir a Atatürk a Anatòlia i va exercir de mestre a Bolyu. El 1921, impressionat per la revolució bolxevic, va viatjar a l'URSS. Allí va estudiar sociologia i ciències econòmiques a la Universitat de Moscou i es va fer membre el TKP, el Partit Comunista de Turquia.
El desembre de 1924 va tornar a Istanbul i es va incorporar a la redacció del diari Aydınlık ("Claredat"), instrument del TKP, que fou clausurat per les autoritats el febrer del següent any, coincidint amb estat d'excepció que el govern havia declarat amb el pretext d'un aixecament kurd. Els col·laboradors del diari foren detinguts i empresonats. Hikmet va aconseguir evitar ser arrestat fugint a Esmirna, passant així a la clandestinitat. Fou jutjat en rebel·lia i condemnat a 15 anys de presó per la qual cosa es va exiliar a la Unió Soviètic al setembre de 1925. Allí va formar part de la creació del teatre-estudi (METLA) que desaparegué el 1927.
Va tornar a Turquia el 1928 sense passaport i després de passar 6 mesos a la presó, es va dedicar a escriure poemes, novel·les, relats, articles d'opinió, assaig i teatre pel diari Akşam.
El 1929 va publicar els llibres de poemes 835 linees, La Gioconda i Si-Ya-U. En aquesta època va formar part també del comitè de redacció de la revista avantguardista Resimli Ai (Mensual Il·lustrat), que va causar gran enrenou en mitjans intel·lectuals. Coneix llavors a la seva futura primera esposa, Pirayé, que llavors tenia 22 anys.
El 1930 publica dos nous poemaris, Varan 3 (I van 3) i 1 +1 = 2, el segon en col·laboració amb Nail V. (Nail Çakirhan), el 1931, La ciutat que va perdre la veu, il·lustrada per Abidin Dino, i, el 1932, l'antologia de poemes Telegrama nocturn, i Per què s'ha suïcidat Benerci?. També va escriure obres teatrals: Kafatası (El crani) i La casa d'un mort, estrenades ambdues a Istanbul el 1932.
El 1933 va ser detingut i empresonat, acusat d'associació il·legal i de pretendre implantar un règim comunista, encara que el 1935 es va beneficiar d'una amnistia general. En sortir de la presó va contreure matrimoni amb Pirayé. En els anys trenta publica dues de les seves obres més importants: els poemes narratiusŞeyh Bedrettin Destanı (L'epopeia del xeic Bedreddin, 1936), en què glossa la figura d'un líder religiós revolucionari del segle xiv, i Taranta Babu'ya Mektuplar (Cartes a Taranta Babd, 1935), sobre la invasió d'Etiòpia per les tropes de Benito Mussolini.
El 1938 va ser condemnat a 28 anys i 4 mesos de presó per sedició. Va passar dotze anys a la presó. A la presó de Bursa va conèixer als joves Orhan Kemal, futur gran escriptor, i Ibrahim Balaban, que aconseguiria l'èxit amb la seva obra pictòrica. Durant la seva permanència a la presó va contreure matrimoni amb Münevver Andaç (va ser el seu segon matrimoni). A la presó va escriure els seus Poemes de les 22-23 hores, i la seva obra més ambiciosa, Paisatges humans del meu país, en la qual es proposava retratar al seu poble en diferents moments històrics.
L'empresonament de Hikmet en els anys 1940 va esdevenir una causa cèlebre entre els intel·lectuals de tot el món. Un comitè que va incloure a 1949 Pablo Picasso, Paul Robeson, i Jean Paul Sartre va fer campanya per aconseguir el seu alliberament.
El 8 d'abril de 1950, Hikmet va començar una vaga de fam en protesta perquè el Parlament no inclou una llei d'amnistia en la seva agenda abans del seu tancament per a la pròxima elecció general. Després va ser traslladat de la presó de Bursa primer a la infermeria de la presó de Sultanahmet, a Istanbul i més tard a la presó de Paşakapısı. Greument malalt, Hikmet va deixar la vaga de fam el 23 d'abril per un temps, coincidint amb el dia de la Sobirania Nacional i el Dia del Nen. Els metges van sol·licitar de poder tractar-lo en un hospital durant tres mesos però no va ser autoritzat pels funcionaris.
Ja que la seva condició d'empresonament no havia canviat, va reprendre la vaga de fam en el matí del 2 de maig.
La vaga de fam de Hikmet va crear una gran reacció al país. Les campanyes de la firma per a la llei d'amnistia es van posar en marxa. La seva mare, Celile, va començar vaga de fam el 9 de maig, seguida l'endemà mateix per pels famosos poetes turcs Orhan Veli, Melih Cevdet i Oktay Rifat.
Després les eleccions generals de Turquia del 14 de maig de 1950, la vaga va acabar cinc dies després, el 19 de maig, la Commemoració d'Atatürk, la Joventut i el Dia de l'Esport. Finalment va ser alliberat a través d'una llei d'amnistia general promulgada pel nou govern. El 22 de novembre de 1950, el Consell Mundial de la Pau va anunciar seria un dels destinataris de Premi Internacional de la Pau, juntament amb Pablo Picasso, Paul Robeson, Wanda Jakubowska i Pablo Neruda.
Gràcies a una important campanya internacional per demanar el seu alliberament, fou amnistiat el 1951. Aquell mateix any abandonà Turquia per sempre. Desposseït de la seva nacionalitat turca, va acabar la seva vida a l'exili amb ciutadania de Polònia. Va morir d'un atac de cor a Moscou el 3 de juny de 1963.
El 5 de gener de 2009 el govern turc va cancel·lar el decret de revocació de la nacionalitat i, el 2010, va ser recordat per primera vegada a Moscou amb una cerimònia oficial presidida per l'ambaixador de Turquia a Rússia.

## Estil
Hikmet va abandonar les formes mètriques tradicionals de la poesia turca a la recerca de noves formes d'expressió. Aquesta recerca formal va aconseguir el seu moment culminant durant els seus primers anys a l'URSS, entre 1922 i 1925. En aquesta època va començar a utilitzar el vers lliure. La seva obra està molt influenciada per la poesia de Vladímir Maiakovski i dels futuristes russos. Al seu retorn a Turquia va esdevenir un líder carismàtic de l'avantguarda cultural turca, produint nous corrents de poesia, teatre i guions de pel·lícules. Trencant els límits de la poesia mètrica, va preferir escriure en vers lliure perquè harmonitzava millor amb la riquesa vocal de la llengua turca.
Ha estat comparat per literats turcs i no turcs amb figures literàries tal com Federico García Lorca, Louis Aragon, Vladímir Maiakovski i Pablo Neruda. Encara que el seu treball s'assembla a aquests poetes, i en el seu treball hi ha préstecs ocasionals de la forma i el recurs estilístic, la seva personalitat literària és única en termes de la síntesi que va fer de l'iconoclasme i la lírica, de la ideologia i la dicció poètica. L'obra de Hikmet es caracteritza pel seu compromís polític.
Molts dels seus poemes han estat musicats pel compositor Zülfü Livaneli. Una part de la seva obra ha estat traduïda al grec per en Iannis Ritsos, i algunes d'aquestes traduccions han estat musicades pels compositors grecs Mans Loizos i Thanos Mikroutsikos. Un dels seus poemes, traduït a l'anglès com "I Come and Stand at Every Door", musicat per diversos cantautors nord-americans (entre ells Pete Seeger i els Byrds, en aquest disc Fifth Dimension figura la cançó), dona la paraula a un nen de set anys mort a Hiroshima, i és un dels més durs al·legats contra la guerra mai escrits.